# 米子市立福生西小学校
米子市立福生西小学校（よなごしりつ ふくいけにししょうがっこう）は、鳥取県米子市上福原5丁目にある公立小学校。

## 沿革
- 1988年[1]

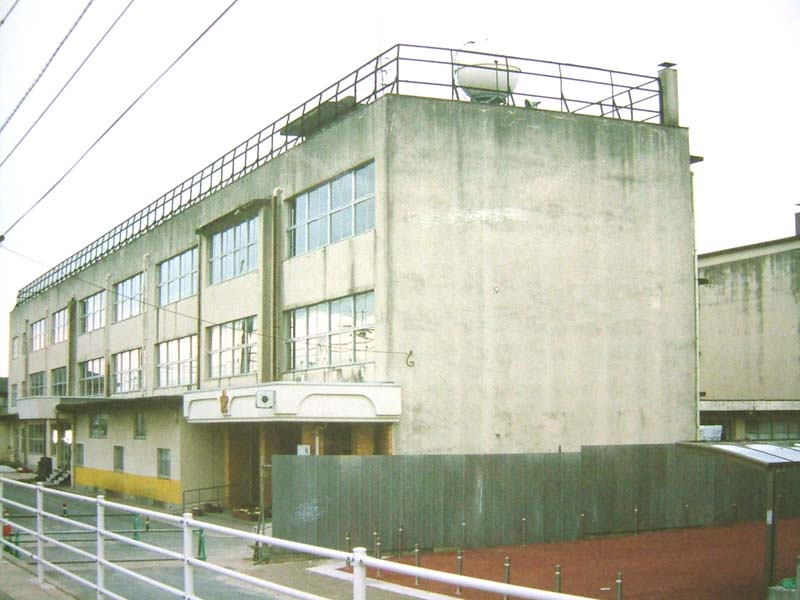
解体前の旧校舎

  - 4月1日 - 米子市立福生小学校（現福生東小学校）より分離し、旧福原中学校校舎（元福原小学校校舎）にて開校。
  - 8月31日 - 校旗作成・校歌制定。（校歌作詞：佐々井秀緒、作曲：堀見清）
- 2003年1月26日 - 校舎老朽化に伴い、新校舎の建設が始まる。
- 2004年
  - 1月26日 - 新体育館、新プール完成。
  - 5月16日 - 新校舎完成、移転。
  - 10月1日 - 旧校舎を解体、跡地に新運動場完成。
- 2024年1月17日 - 交通安全国民運動中央大会において、全国交通安全優良学校として表彰[2]。

## 通学区域
- 皆生6丁目
- 皆生温泉1 - 2丁目
- 皆生温泉3丁目の一部
- 皆生温泉4丁目
- 皆生新田1丁目
- 上福原5 - 7丁目
- 東福原6丁目の一部
- 東福原7丁目の一部[3]

## 進学先中学校
- 米子市立福生中学校[3]

## 校区内の主な施設
- 皆生温泉
- 山陰労災病院
- 鳥取県立皆生養護学校
- 鳥取県立鳥取聾学校ひまわり分校

## 交通アクセス
- 西日本旅客鉄道（JR西日本）山陰本線 東山公園駅より約2.2km
- 日本交通・日ノ丸バス「上福原」バス停より約270m